# 2011-es mianmari földrengés
A  6,8-es erősségű 2011-es mianmari földrengés 2011. március 24-én, csütörtökön rázta meg Mianmar északkeleti részét.
A földrengés legalább 60 halálos áldozatot követelt, több mint 90-en megsérültek, több tucat ház megrongálódott.
A földrengés epicentruma Mianmar laoszi és thaiföldi határvidékén, hipocentruma pedig 10 kilométer mélyen volt. A földrengést még a 770 kilométerre lévő Bangkokban is érezték, ahol az épületek kilengtek.
Egy amerikai szervezet szerint a földrengés akár 600 ezer embert is érinthet, és mivel az épületek gyengék, valószínűsíthetően komoly károk is keletkeztek. A csendes-óceáni cunamifigyelő szerint nem várható szökőár, hiszen a földrengés mélyen a szárazföld belsejében történt.
Egyes szemtanúk szerint Vietnám fővárosában, Hanoiban kimenekítették az embereket a magasabb épületekből.
A földrengéshez közeli településeken akadozott a telekommunikáció és az áramszolgáltatás.